# Green Windows
Os Green Windows foram uma banda portuguesa formada em finais de 1972. 

## História
O grupo era composto pelos elementos da banda Quarteto 1111, juntamente com as namoradas e mulheres desses elementos. Com um estilo musical mais comercial, foram a grande aposta do produtor inglês Dick Rowe, "que ficou célebre por ter chumbado a primeira Demo-EP apresentada pelos Beatles".

### Internacionalização
O grupo é convidado a ir gravar a Inglaterra onde trabalharam com o conhecido Ivor Raymonde.
Apesar da tentativa de internacionalização, com edições em vários países, o grupo apenas teve sucesso no nosso mercado onde "Vinte Anos", da autoria de José Cid e Tózé Brito, vendeu mais de 100.000 unidades. A versão espanhola resultou num convite para José Cid se tornar compositor exclusivo de Júlio Iglésias o que recusou.

### Segunda formação
Os Green Windows mudaram de formação, ainda em 1973, com a saída de Miguel Artur da Silveira e de Tozé Brito e a entrada de Vítor Mamede e Mike Sergeant.
Participaram no Festival RTP da Canção de 1974 onde "No Dia Em Que O Rei Fez Anos" e "Imagens" ficaram em 2º e 3º lugar, respetivamente.
Ainda em 1974 foi editada uma compilação com os temas dos três singles e ainda dois temas em inglês, interpretados por Mike Sergeant: "Count James" (a versão em inglês do primeiro êxito do Quarteto 1111) e "Another Time To Live, Another Time To Die". O alinhamento foi completado com temas da recente carreira a solo de José Cid.
O single "Quadras Populares", o último com a participação de José Cid, é editado no ano de 1975.

### Final
Considerando que os Green Windows tinham deixado de fazer sentido, os restantes elementos decidem que o Verão de 1976 seria o último verão dos seus espectáculos. São então editados os dois últimos singles ("Lembranças" e "Só Eu Sei, Meu Amor") antes de mudarem de nome para Gemini. "Pensando em Ti", o primeiro sucesso dos Gemini, é editado precisamente em Dezembro de 1976.

### Última formação
Os Green Windows, tal como aconteceu também com o Quarteto 1111, foram reactivados numa formação muito distante da inicial. Os dois temas que os Green Windows interpretaram no Festival da Canção de 1977 foram "O Que Custar" [também interpretado pelo Quarteto 1111] e "Rita, Rita Limão", este último com música de António Moniz Pereira e arranjos e orquestração do Quarteto 1111.
Em 1977 é editada uma compilação, curiosamente com edição da Polygram, com os maiores sucessos englobando as várias fases do grupo.

## Discografia

### Singles
- Twenty Years/The Story Of A Man (Decca/VC, 1973) Decca SPN 151 *
- Imagens/Doce E Fácil Reino Do Blá, Blá, Blá (Decca/VC, 1974) Decca SPN 161
- No Dia Em Que O Rei Fez Anos/Bola de Cristal (Decca/VC, 1974) Decca SPN 162
- Quadras Populares/Ana Karen (Decca/VC, 1975) Decca SPN 186

- Lembranças/Quem Te Manda Sapateiro (Polygram, 1976) Philips 6031036
- Só Eu Sei, Meu Amor/História Alegre (Polygram, 1976) Philips 6031038

- O Que Custar (MEL/Movieplay, 1977) MEL 05/06 SP
- Rita, Rita Limão (MEL/Movieplay, 1977) MEL 06/07 SP

### Compilações
- No Dia Em Que O Rei Fez Anos (EMI, 1974) [Green Windows + José Cid]
- Os Grandes Êxitos dos Green Windows (Polygram, 1977) reeditado em 1998
- A Arte e A Música (Universal, 2004)